# Bye Bye Beautiful
«Bye Bye Beautiful» es el cuarto sencillo de la banda finlandesa Nightwish, del álbum Dark Passion Play. Inicialmente iba a ser el tercer sencillo del álbum, esto se cambió para el cuarto cuando "Erämaan Viimeinen" se confirmó para que fuese el tercero oficialmente. La canción es una clara dedicatoria a Tarja Turunen, excantante de Nightwish. Es una canción con el estribillo a cargo de Marco Hietala, y, en palabras del propio Tuomas Holopainen en la entrevista que concedió en Madrid, 
“una forma bonita de decirle adiós, sin rencores… una buena despedida”.

## Video
El video fue estrenado en la MTV como "exclusiva" y fue dirigido por Antti Jokinen. El video muestra una actuación de la banda entera, alternando los componentes masculinos con un grupo femenino las cuales tocan sus instrumentos las cuales no tienen nada que ver con la eliminación de Tarja Turunen de Nightwish, diciendo que "es pura auto-ironía y rock and roll".  El mensaje puede tener varios significados o interpretaciones: Puede ser una forma de decirle a Tarja Turunen que nadie en la banda es indispensable. O también parodiar al rumor de que Anette Olzon fue contratada solo por ser atractiva.

## Listado de canciones
Standard Edition
| Pista | Título                                   | Tiempo |
| ----- | ---------------------------------------- | ------ |
| 1     | Bye Bye Beautiful                        | 4:14   |
| 2     | The Poet And The Pendulum (Demo Version) | 13:41  |
| 3     | Escapist                                 | 4:57   |
| 4     | Bye Bye Beautiful (DJ Orkidea remix)     | 12:07  |

Standard Edition (DVD version)
| Pista | Título                                            | Tiempo |
| ----- | ------------------------------------------------- | ------ |
| 1     | Bye Bye Beautiful - Music video (5.1 audio) 1513  |        |
| 2     | Bye Bye Beautiful - Music video (2.0 audio)       | 4:14   |
| 3     | Bye Bye Beautiful (Making of-documentary)         |        |
| 4     | Amaranth - Music video (5.1 audio)                | 3:57   |
| 5     | Amaranth - Music video (2.0 audio)                | 3:57   |
| 6     | While Your Lips Are Still Red - Bonus Music Video | 4:19   |
| 7     | Bye Bye Beautiful (audio)                         | 4:17   |
| 8     | The Poet And The Pendulum (demo version) (audio)  | 13:41  |
| 9     | Bye Bye Beautiful (DJ Orkidea remix) (audio)      | 12:07  |

## Gráfica
| Gráfica (2007–2009)       | Pico de posición |
| ------------------------- | ---------------- |
| Eurochart Hot 100 Singles | 49               |
| Finnish Singles Chart     | 5                |
| French Singles Chart      | 54               |
| German Singles Chart      | 35               |
| Hungarian Singles Chart   | 4                |
| Italian Singles Chart     | 48               |
| Spanish Top 50 Singles    | 4                |
| UK Indie Chart            | 6                |
| UK Rock Chart             | 2                |